# Foy-Notre-Dame
Foy-Notre-Dame is een klein dorp in de Belgische provincie Namen en een deelgemeente van de stad Dinant. Het ligt een zestal kilometer ten oosten van het stadscentrum. Tot 1 januari 1977 was het een zelfstandige gemeente.

## Demografische ontwikkeling
- Bronnen:NIS, Opm:1831 tot en met 1970=volkstellingen, 1976= inwoneraantal op 31 december

## Bezienswaardigheden

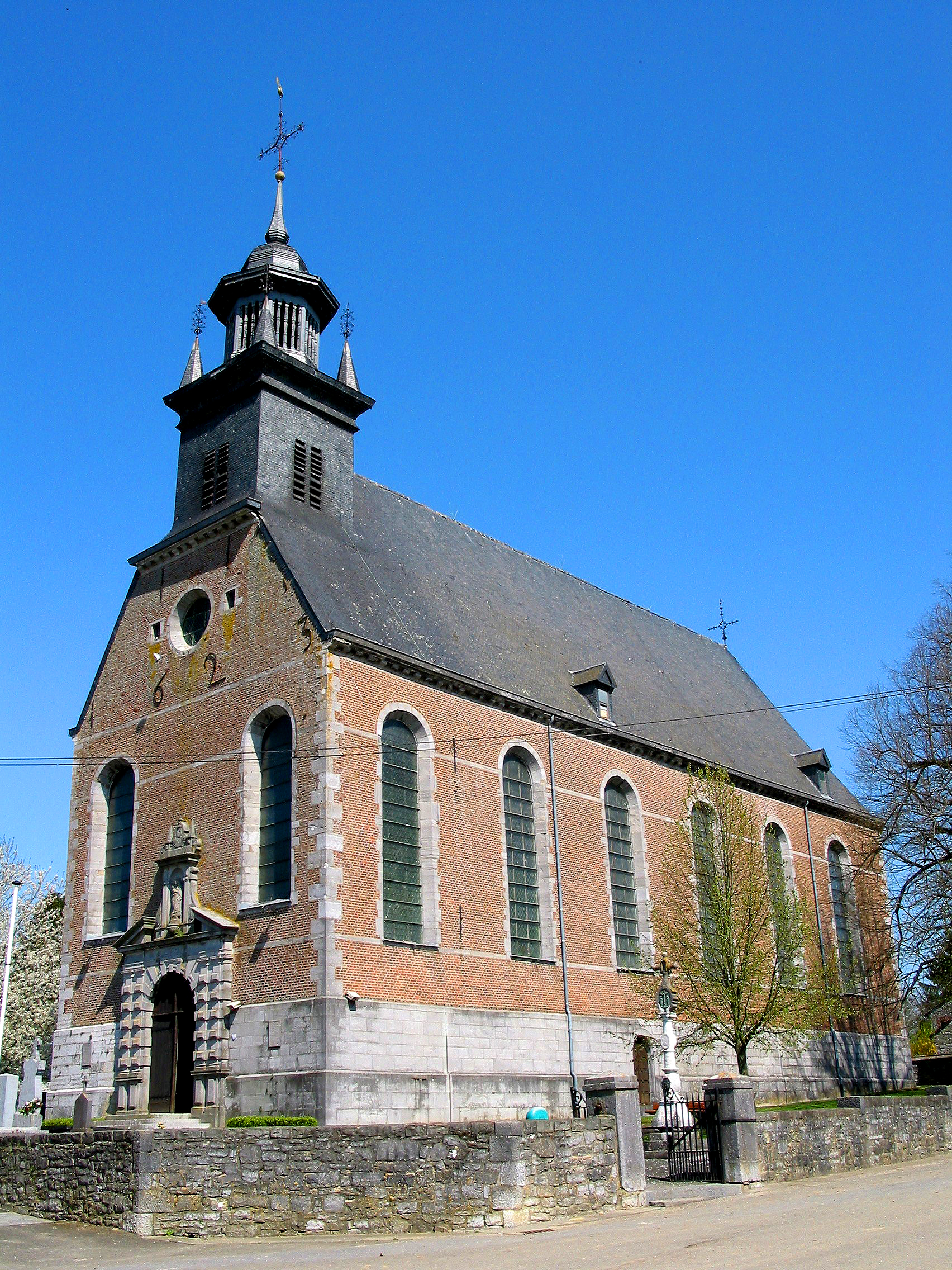
Eglise de la Nativité de Notre-Dame

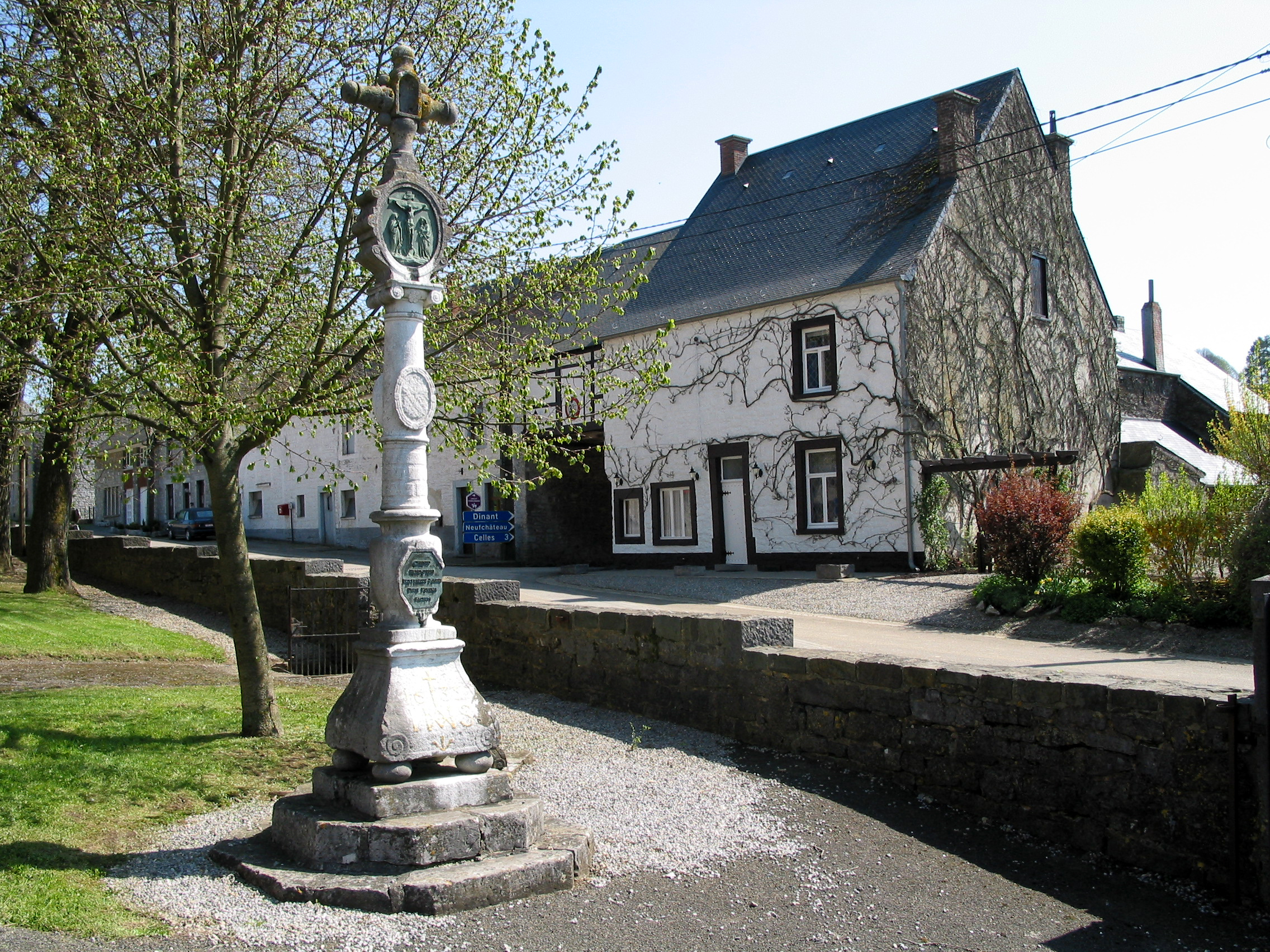
Barok kruisbeeld

- Het barokke kerkje, église de la Nativité de Notre-Dame uit 1623-24 bezit een fraaie klokkentoren. Het plafond bestaat uit 145 houten, beschilderde panelen. De zijwanden zijn bekleed met lambriseringen. Het miraculeuze beeldje van Onze-Lieve-Vrouw van Foy staat vooraan links in een kastje. Volgens de legende werd het in 1609 in een eik gevonden, toen deze geveld werd. De verering van het beeld verspreidde zich daarna over heel Europa.
- Foy is ook bekend omwille van de gebeurtenissen uit de Tweede Wereldoorlog. Het is in dit dorp dat de laatste Duitse divisie in 1945 tot staan werd gebracht. Een klein monument markeert de exacte plaats.
- Het op een heuvelrug gelegen dorp bevat enkele typische huizen uit kalksteen en vakwerk. Bij het binnenrijden van het dorp moet men onder zo'n vakwerkverdieping door rijden.
- In de richting van Sorinnes treft men een oude steengroeve aan.
- Er bevinden zich veel karstverschijnselen, zoals onderaardse rivieren, dolines en verdwijngaten.